# Will Bynum
William „Will“ Bynum (* 4. Januar 1983 in Chicago, Illinois) ist ein ehemaliger US-amerikanischer Basketballspieler.

## College
Nachdem er auf der Crane High School in Chicago gespielt hatte, ging er auf die University of Arizona. Nach seiner Sophomore-Saison wechselte er zu Georgia Tech. Er spielte für die Yellow Jackets, mit denen er das Final Four der NCAA Division I Basketball Championship erreichte, dort verloren sie aber gegen die Connecticut Huskies.

## Profikarriere
Nachdem er 2005 einen Vertrag in der Off-Season bei den Boston Celtics unterschrieben hatte, wurde er für die reguläre Saison außer Acht gelassen. Er spielte danach 15 Spiele für die Golden State Warriors. Davor spielte er für die Roanoke Dazzle in der NBA D-League und wurde dort mit dem NBA Development League Rookie of the Year Award ausgezeichnet. Bynum unterschrieb vor der Saison 2006–07 bei Maccabi Tel Aviv, wo er zwei Jahre spielte, bevor er zu den Detroit Pistons wechselte.
Am 5. April 2009 stellte Bynum für die Pistons mit 26 Punkten im 4. Viertel gegen die Charlotte Bobcats einen Vereinsrekord für die meisten Punkte in einem Viertel auf. Am 12. März 2010 gelangen Bynum 20 Assists in einem Spiel gegen die Washington Wizards. Der letzte Spieler der Pistons, dem dies gelang, war Isiah Thomas am 12. April 1985.
Im Oktober 2014 wurde Bynum zu den Boston Celtics transferiert und kurz darauf entlassen. Am 5. Dezember 2014 gab Bynum seinen Wechsel zu den Guangdong Southern Tigers nach China bekannt. Im März 2015 jedoch kehrte Bynum im Rahmen eines Zehntages-Vertrags in die NBA zurück und unterschrieb auch für die Dauer der Playoffs bei den Washington Wizards. Die darauffolgende Saison spielte er wieder in China bei Guangdong.  
Nachdem er in der Presaison 2016/17 einige Zeit bei den Atlanta Hawks verbrachte, dort aber keinen Vertrag erhielt, spielte er daraufhin für die Windy City Bulls in der G-League. Zuletzt war er im Jahr 2018 für Yeşilgiresun Belediye in der türkischen Basketball-Liga aktiv. 

## NBA-Statistiken
Regular Season
| Saison   | Team         | GP  | GS | MPG  | FG % | 3P % | FT % | RPG | APG | SPG | BPG | PPG  |
| -------- | ------------ | --- | -- | ---- | ---- | ---- | ---- | --- | --- | --- | --- | ---- |
| 2005/06  | Golden State | 15  | 0  | 10,8 | 40,4 | 22,2 | 62,5 | 0,8 | 1,3 | 0,5 | 0,0 | 3,6  |
| 2008/09  | Detroit      | 57  | 1  | 14,1 | 45,6 | 15,8 | 79,8 | 1,3 | 2,8 | 0,6 | 0,0 | 7,2  |
| 2009/10  | Detroit      | 63  | 20 | 26,5 | 44,4 | 21,8 | 79,8 | 2,3 | 4,5 | 0,9 | 0,1 | 10,0 |
| 2010/11  | Detroit      | 61  | 5  | 18,4 | 44,8 | 32,0 | 83,6 | 1,2 | 3,2 | 0,9 | 0,1 | 7,9  |
| 2011/12  | Detroit      | 36  | 0  | 14.3 | 38,1 | 24,1 | 76,6 | 1.6 | 1.8 | 0.6 | 0.1 | 5.7  |
| 2012/13  | Detroit      | 65  | 0  | 18.8 | 46,9 | 31,6 | 80,9 | 1.5 | 3.6 | 0.7 | 0.1 | 9.8  |
| 2013/14  | Detroit      | 56  | 3  | 18.8 | 42,8 | 32,3 | 80,2 | 1.8 | 3.9 | 0.7 | 0.1 | 8.7  |
| 2014/15  | Washington   | 7   | 0  | 9.6  | 32,3 | 00,0 | 50,0 | 0.9 | 2.6 | 0.1 | 0.1 | 3.1  |
| Karriere |              | 360 | 29 | 18,4 | 44,2 | 27,2 | 79,9 | 1,6 | 3,3 | 0,7 | 0,1 | 8,1  |

Playoffs
| Saison   | Team       | GP | GS | MPG  | FG % | 3P % | FT % | RPG | APG | SPG | BPG | PPG  |
| -------- | ---------- | -- | -- | ---- | ---- | ---- | ---- | --- | --- | --- | --- | ---- |
| 2008/09  | Detroit    | 4  | 0  | 19,5 | 46,2 | 25,0 | 1,0  | 1,5 | 2,5 | 1,3 | 0,0 | 11,8 |
| 2015/16  | Washington | 3  | 0  | 10,3 | 50,0 | 50,0 | 0,8  | 1,0 | 1,0 | 0,7 | 0,3 | 6,3  |
| Karriere |            | 7  | 0  | 15,6 | 47,2 | 33,3 | 93,3 | 1,3 | 1,9 | 1,0 | 0,1 | 9,4  |